# ترتل بیچ
ترتل بیچ (انگلیسی: Turtle Beach) شرکت سخت‌افزار آمریکایی است، که در سال ۱۹۷۵ تأسیس شد.